# Klaritromicin
A klaritromicin  (INN: clarithromycin)
egy makrolid antibiotikum, melyet pharyngitis, tonsillitis, akut arcüreggyulladás,   bronchitis, tüdőgyulladás (főleg Chlamydia pneumoniae kórokozó okozta), Helicobacter pylori infekció, és bőrfertőzések kezelésére használnak. Ezen kívül néha Legionellosis kezelésében is használják.
A VIII. Magyar Gyógyszerkönyvben clarithromycinum    néven hivatalos.  

## Hatásspektruma
A klaritromicin baktericid hatású a következő kórokozókkal szemben:

### Gram-pozitív
- Staphylococcus aureus (meticillin érzékeny)
- Streptococcus pyogenes
- Streptococcus pneumoniae
- Streptococcus agalactiae
- Listeria monocytogenes

### Gram-negatív
- Haemophilus influenzae
- Haemophilus parainfluenzae
- Moraxella catarrhalis
- Neisseria gonorrhoeae
- Legionella pneumophila
- Pasteurella multocida
- Bordetella pertussis
- Campylobacter jejuni
- Helicobacter pylori

### Mycoplasma
- Mycoplasma pneumoniae
- Ureaplasma urealyticum

### Spirochetak
- Borrelia burgdorferi
- Treponema pallidum

### Egyéb
- Chlamydia trachomatis
- Chlamydia pneumoniae
- Mycobacterium avium
- Mycobacterium leprae

### Anaerobok
- Bacteroides fragilis
- Bacteroides melaninogenicus
- Clostridium perfringens
- Peptococcus niger
- Propionibacterium acnes

## Készítmények
- Cidoclar   filmtabletta
- Clarithromycin-ratiopharm
- Fromilid   filmtabletta
- Fromilid Uno
- Klabax   filmtabletta
- Klacid   filmtabletta
- Klarigen   filmtabletta
- Lekoklar   filmtabletta

## Külső hivatkozások
- Biaxin Official web site by Abbott Laboratories
- U.S. Patent 4,331,803[halott link]